# Almondsbury
Almondsbury is een civil parish in het bestuurlijke gebied South Gloucestershire, in het Engelse graafschap Gloucestershire. 

## Geboren
- Alexander Kapranos, frontman van indierockband Franz Ferdinand